# Баули
Баули (бенг. বাউল) су група мистичних гуслара, мешаних следбеника суфизма и вишнуизма из Бангладеша и суседних индијских држава Западног Бенгала, Трипуре и Асамске долине Барак и Мегалаје. Баули чине и синкретичку верску секту и музичку традицију. Баули су веома хетерогена група, са много секти, али њихово чланство углавном чине вишнуиски хиндуси и суфи муслимани. Често се могу препознати по својој препознатљивој одећи и музичким инструментима. Лалон Шах се сматра најславнијим Баул свецом у историји.
Баулови су мистични певачи који живе у руралним подручјима Бангладеша и Западног Бенгала у Индији. Баул покрет, на свом врхунцу у деветнаестом и раном двадесетом веку, поново је стекао популарност међу руралним становништвом Бангладеша. Њихова музика и начин живота утицали су на велики сегмент бенгалске културе, а посебно на композиције нобеловца Рабиндраната Тагора. Очување баулских песама и контекст у коме се оне изводе зависе углавном од друштвене и економске ситуације њихових извођача, Баула, који су одувек били релативно маргинализована група. Штавише, њихова ситуација се погоршала последњих деценија због општег осиромашења руралног Бангладеша. Песма Баула је уписана 2008. године на УНЕСКО-ву репрезентативну листу нематеријалног културног наслеђа човечанства (првобитно проглашена 2005. године).

## Етимологија
О пореклу речи Баул се расправља. Неки савремени научници, као што је Шашибхусан Дасгупта, сугеришу да може бити изведена или из санскритске речи vātula, што значи „просветљен, ударен ветром до тачке губитка разума, божја лудачка капа, одвојен од света и трагач за истином“, или од vyākula, што значи "немиран, узнемирен" и обе ове деривације су у складу са савременим смислом речи, који означава надахнуте људе са екстатичном жељом за духовним животом, где човек може да оствари своје сједињење са вечно вољеним – Moner Manush (личност срца).

## Историја
Порекло Баула није тачно познато, али реч „Баул“ се појавила у бенгалским текстовима старим чак од 15. века. Реч се налази у Chaitanya Bhagavata Вриндавана Даса Такуре, као и у Chaitanya Charitamrita Кришнадаса Кавираје. Неки научници тврде да није јасно када је реч добила секташки значај, за разлику од синонима за реч лудак, узнемирен. Баули су део културе руралног Бенгала. Учињено је много покушаја да се утврди порекло Баула, али међу научницима постоји велико неслагање. Али они се слажу да ниједног оснивача нису признали ни сами Баули ни други. Баули су подељени у неколико именованих група, од којих свака следи хиндуистичког или муслиманског гуруа. Осим тога, постоје и друге заједнице које су се касније идентификовале или придружиле Баулима, као што су Дарбеси, Нера и две подсекте Картабхаја — Аул и Саи. Сами Баули свој недостатак историјских записа приписују неспремности да за собом оставе трагове. Др Џин Опеншоу пише да се чини да се музика Баула преносила у потпуности у усменој форми све до краја 19. века, када су је први пут записали спољни посматрачи.
Постоје две класе Баула: аскетски Баули који одбацују породични живот и Баули који живе са својим породицама. Аскетски Баули се одричу породичног живота и друштва и преживљавају од милостиње. Они немају стално место становања, већ се селе из једне akhda у другу. Мушкарци носе беле лунгије - саронге и дугачке беле тунике; жене носе беле сарије. Носе jholas, торбе за милостињу. Они не рађају и не одгајају децу. Жене посвећене служењу аскетама, познате су као sevadasis „услужне робиње“. Мушкарац Баул може имати једног sevadasi, који је повезан са њим у чину оданости. До 1976. округ Куштија је имао 252 аскетска Баула. У 1982-83. број је порастао на 905; 2000. године било их је око 5000.
Они који бирају породични живот, живе са супружником, децом и рођацима у забаченом делу села. Не мешају се слободно са другим члановима заједнице. За разлику од аскетских Баула, њихови ритуали су мање строги. Да би постали Баули, рецитују неке мистичне стихове и поштују одређене ритуале.

## Концепти и праксе
Баул музика слави небеску љубав, али то чини у веома земаљским терминима, као у изјавама љубави од стране Баула према свом животном другу. Са таквом либералном интерпретацијом љубави, сасвим је природно да Баулска побожна музика превазилази религију и неки од најпознатијих баул композитора, попут Лалона, критиковали су површност верских подела.
Њихова религија је заснована на изразу тела (deho sādhana) и изразу ума (mana sādhana). Неки од њихових ритуала су скривени од спољашњег света, јер би се могло сматрати да су одбојни или хедонистички. Баули концентришу велики део своје мистичне енергије на четири телесне течности, на деветоро врата (отворе тела), на пракрти као „природну“ или „прималну покретачку снагу“ и на спиритуалну праксу даха Sadhana.

## Музика
Музика Баула, посебна је врста народне песме. Њихова музика представља дуго наслеђе проповедања мистицизма кроз песме у Бенгалу.
Баули изливају своја осећања у својим песмама, али се никада не труде да их запишу. То је у суштини усмена традиција. Кажу да је Лалон Факир (1774—1890), највећи од свих Баула, деценијама компоновао и певао песме не престајући да би их исправио или ставио на папир. Тек после његове смрти људи су размишљали о прикупљању и састављању његовог репертоара.
Њихови текстови преплићу дубок осећај мистицизма, чежњу за јединством са божанским. Важан део њихове филозофије је "Deha tatta", духовност која се више односи на тело него на ум. Они траже божанство у људским бићима. О метафизичким темама се говори понизно и једноставним речима. За њих смо сви ми дар божанске моћи, тело је храм, а музика је пут за повезивање са том моћи. Доследан део текстова Баула бави се праксама усредсређеним на тело и имају за циљ контролу сексуалне жеље. Езотерично знање о зачећу и контрацепцији открива се у текстовима песама кроз загонетни језик који гуру треба да декодира да би га разумео и доживео.
Поред традиционалних мотива извучених из сеоске свакодневице, Баулове песме су одувек биле склоне да унесу промене и иду у корак са друштвеним и економским иновацијама. На пример, модерне Баул композиције расправљају о езотеријским стварима користећи терминологију модерних, урбаних и технолошких лексикона, и није необично чути Баулове рефрене који садрже мобилне телефоне, радио канале, фудбалске утакмице и телевизију.
Баул користи низ музичких инструмената: најзаступљенија је ектара, једножични бубањ, изрезбарен од епикарпа тикве, направљен од бамбуса и козје коже. Други укључују дотару, лауту без прага дугог врата (иако име дословно значи „двожичана“, обично има четири металне жице) направљену од дрвета џекфрута или дрвета нима; поред хамака, једноглавог бубња са закаченом жицом која се трза. Једина разлика од ектаре је у томе што се не користи бамбус за натезање жица, који се држи једном руком, док се другом повлачи. Бубњеви као дуги, мали земљани бубањ у руци, и дол и кол; мале чинеле зване картал и мањира, а такође се користи и бамбусова флаута. Гунгур и нупур су наруквице на чланцима, са звонима која звоне док особа која их носи плеше.
Породица Баула свирала је на бини у Лондону на концертима Ролинг Стоунса у Хајд парку 1971, '72. и '78. пред хиљадама људи.

## Утицај на Рабиндраната Тагору
Песме Баула и њихов начин живота утицале су на велики део бенгалске културе, али нигде нису оставиле тако снажан печат као на делу Рабиндраната Тагоре, који је говорио о Баулима у бројним говорима у Европи 1930-их.
Тагореове сопствене композиције биле су под снажним утицајем идеологије Баула. Његова музика такође носи печат многих Баулових мелодија. Други бенгалски песници, као што је Кази Назрул Ислам, такође су били под утицајем Баул музике и њене поруке о несекташкој оданости кроз љубав.

## Садашњи статус
Баули се налазе у земљи Бангладеш и индијској држави Западни Бенгал и источним деловима Бихара и Џарканда. Баул покрет је био на свом врхунцу у 19. и раном 20. веку, али и данас се повремено среће Баул са својом ектаром (једножичним музичким инструментом) и зделом за просјачење, који пева по далеким селима руралног Бенгала.

### Бангладеш
Сваке године, у месецу Фалгун (од фебруара до марта), „Lalon Smaran Utshab“ (Лалон меморијални фестивал) одржава се у светилишту Лалон у Куштији, Бангладеш, где баулови и поклоници Лалона из Бангладеша и иностранства долазе да наступају и истичу мистицизам Лалона.
Пали Баул Самај Унајан Сангстха (ПБСУС), бангладешка организација, ради на одржавању и очувању традиције и филозофије Баула од 2000. године. Организација често организује програме са народним песмама за градску публику.
Бангладешка академија Шилпакала често организује националне и међународне фестивале и семинаре, који приказују музику Баула и важност очувања Баул традиције.

### Индија
Од 2006. године у Калкути се организује годишњи музички шоу под називом „Baul Fakir Utsav“. Баули из неколико округа Бенгала као и Бангладеша долазе да наступају у периоду од два дана.
У Америци и Европи постоје и западни Баули под духовним руководством Ли Лозовика, ученика Јогија Рамсураткумара. Њихова музика је сасвим другачија (рок /госпел/блуз) али је суштина духовних пракси Истока добро очувана.
Тренутно је друга верзија Баула названа фолк фузија која се такође зове и баул рок такође веома прихваћена од стране публике, посебно у Западном Бенгалу. Bolepur Bluez је традиционална народна група, која је баул подигла на различите висине, повезује се са фолк фузијом.
Још један популаран Баул из Западног Бенгала је Рина Дас Баул из Болпура. Она је, заједно са својом трупом по имену Рангаматир Баул, наступила на неколико међународних бина као што су Уркулт Фестивал у Шведској 2017, Армор Индиа фестивал у Француској 2018. и Вомек у Порту, Португал 2021.

## Познати певачи
Лалон познат и као Факир Лалон Шах, Лалон Шах, Лалон Факир (бенгалски: লালন; 17. октобар 1774 — 17. октобар 1890; бенгалски: 1 Картик 1179) је био истакнути бенгалски филозоф, светац Баул, мистичар, песник. Сматран иконом бенгалске културе, инспирисао је и утицао на многе песнике, друштвене и религиозне мислиоце, укључујући Рабиндраната Тагору, Казија Назрула Ислама и Алена Гинсберга, иако је „одбацио све разлике касте и вероисповести“. Широко слављен као оличење верске толеранције, такође је оптужен за јерес током свог живота и после смрти. Лалон је у својим песмама замишљао друштво у коме ће све религије и веровања остати у хармонији. Основао је институт познат као Лалон Акхрах у Чеурији. Његови ученици живе углавном у Бангладешу и Западном Бенгалу. Сваке године, поводом годишњице његове смрти, хиљаде његових ученика и следбеника окупљају се у Лалон Акхраху, и одају му почаст кроз прославу и дискусију о његовим песмама и филозофији током три дана.
Шах Абдул Карим (15. фебруар 1916 — 12. септембар 2009) је био бангладешки баул музичар.
Бхаба Пагла (1902—1984) је био познати индијски светац-композитор и важан гуру из Источног Бенгала. Био је духовни учитељ за многе Баулове и његове песме су веома популарне међу Баул извођачима.
Пурна Дас Баул или Пуран Дас Баул, популарно познат као Пурна Дас Баул Самрат, (рођен 18. марта 1933) је индијски музичар и певач, у традицији Баула. Др Раџендра Прасад, први председник модерне државе Индије, признао је Пурна Даса као Баула Самрата 1967. године. Пурна Дас се такође појавио у бројним филмовима, а славили су га лично Мик Џегер у Енглеској и Боб Дилан који је рекао Пурна Дасу да ће он сам бити "Баул Америке".